# 墨西拿期侵蝕危機
墨西拿期侵蝕危機（英語：Messinian erosional crisis），是地中海盆地中部在墨西拿期間演化的一個階段，侵蝕是由於地中海海水的大幅度下降（“墨西拿鹽度危機”）造成的。在地中海盆地邊緣，于墨西拿期間侵蝕事件是很常見, 在蒸發岩沉積之前和沉積期間均有侵蝕事件。在第一個蒸發岩沉積旋回之前，沿著盆地邊緣可以觀察到一個主要的侵蝕階段，這是由構造活動引起的相對海平面下降。此不整合面被定爲Mes-1沉積層序的頂界。根據此假設，Bache等人(2009) 得出的結論是，在盆地中央蒸發岩沉澱之前，地中海深度有顯著的上升。Van Dijk等人稱此為駝背現象。根據這些研究，墨西拿期蒸發岩在盆地中央是深水形成似乎不太可能。如果盆地中央的蒸發岩是部分深水沉積，則在主要侵蝕階段之后。碎屑沉積物應該存在盆地蒸發岩之上。但此現象并未在盆地中央發現，而碎屑沉積物僅局限於盆地邊緣區域的楔狀體中。
另一個主要論點是沿盆地大陸邊緣的侵蝕性深峽谷。它們的形成和海平面大幅下降有關。事實上，它們已經被幾位作者描述過 。 這些深峽谷大多數被早期上新世的沉積物所充填。這種現象可以用兩種方式解釋：大的海平面下降，或邊緣的構造抬升。因此，它不能證明成原深盆地歷經干燥過程的真實證據。 
第三個備受爭議的是對所謂的MES，即墨西拿期侵蝕面的認識。在沿盆地邊緣的地震剖面中，可以在蒸發岩中或蒸發岩和非蒸發岩之間，追踪該反射面，呈顯為角度和非角度不整合面。 
墨西拿期碎屑岩和蒸發岩内的的侵蝕面經常被混淆。只有具高分辨率和完整的地層，例如在卡拉布里亞（英語：Calabria）
的克羅託內（英語：Crotone）
盆地，才能解決這個問題。在此盆地内，侵蝕面與相對的海平面波動和構造活動已建立可能的對比關係。 